# Polittico di Santo Spirito (Previtali)
Il polittico di Santo Spirito è conservato nella quinta cappella a destra della chiesa di Santo Spirito opera di Andrea Previtali e dell'allievo Agostino Facheris su commissione della famiglia Gozzi.

## Storia
Il polittico è ospitato nell'ultima cappella a destra dell'unica navata dell'aula, costruita nel 1515 per volontà e a spese della famiglia Gozzi che ne godeva del giuspatronato e che risiedeva in via Pignolo al civico n. 23. Più volte la lettera B di Bartolomeo Gozzi viene indicata in parti della cappella, sia sull'altare che sulle colonne. Sicuramente parti dell'opera furono commissionate da Bartolomeo che volle fossero inserite le immagini delle sue tre figlie. Queste risultano raffigurate nella parte inferiore della tavola di sant'Orsola.
La datazione indicata nel 1525 scritta sulla tavola centrale inferiore ai piedi dell'immagine della Madonna col Bambino Alcuni studi vorrebbero che questa tavola era singola ed era un dipinto devozionale conservato nell'abitazione privata della famiglia, completato in epoca successiva dall'alunno del Previtali: Agostino Facheris.

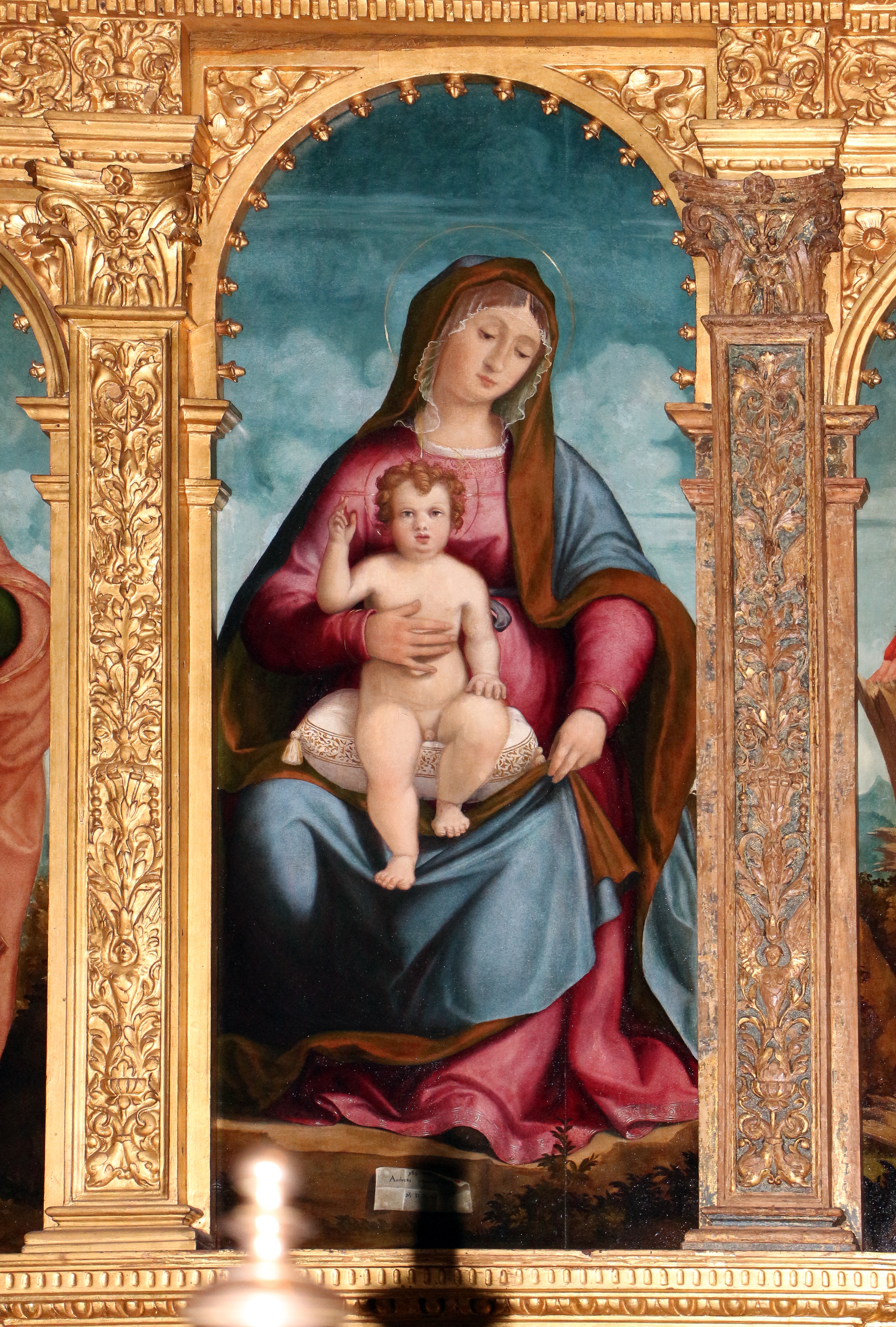
Particolare-tavola raffigurante la Madonna col Bambino

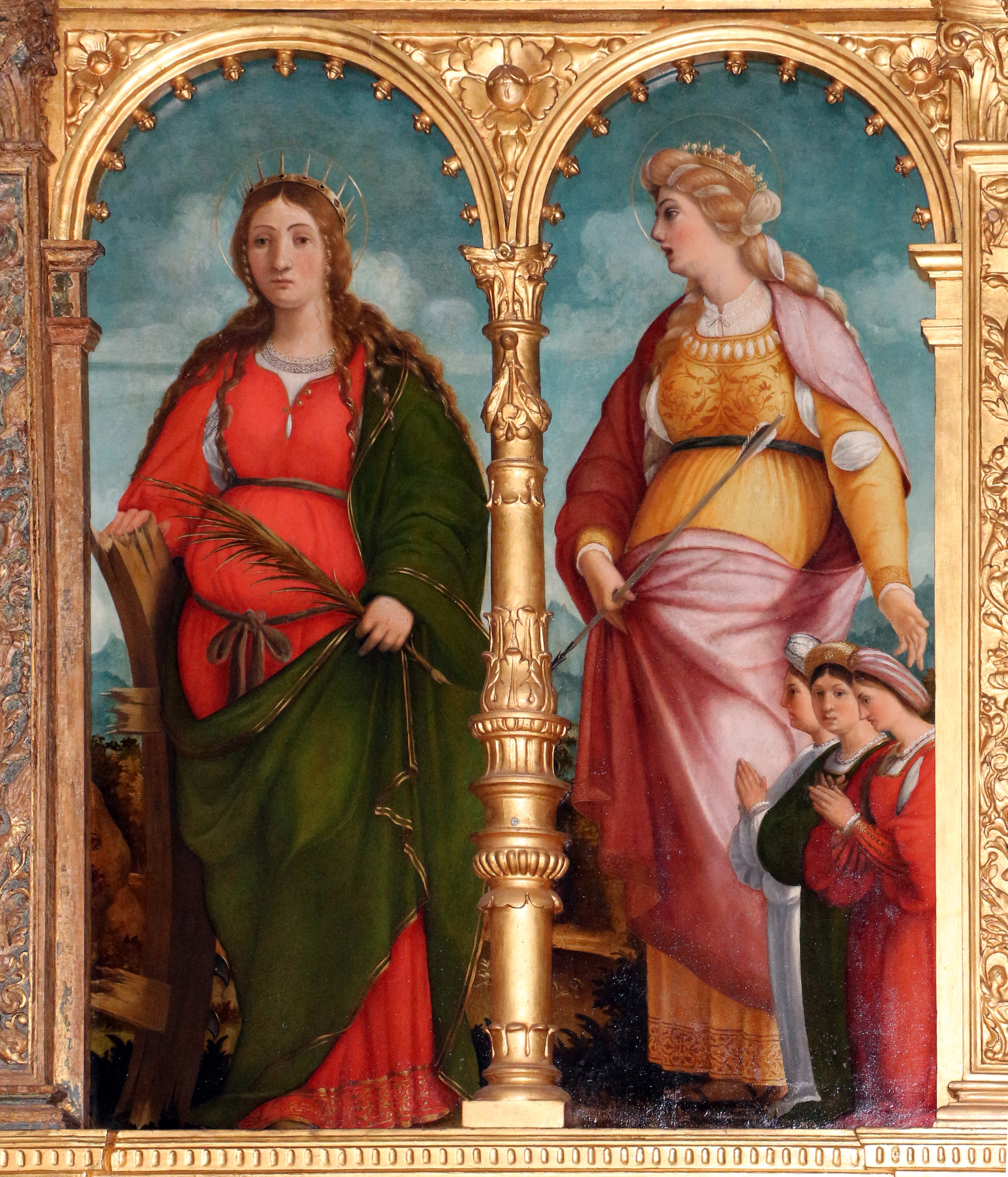
Tavole raffiguranti le sante con offerenti

## Descrizione
L'opera si sviluppa su dieci tavole inserite in una cornice dorata, composta di colonnine e archetti che dividono le diverse tavole.

Il polittico si sviluppa su due ordini composti da cinque tavole ciascuno. Le tavole non presentano la medesima struttura, questo confermerebbe la realizzazione da parte di almeno due soggetti, 
La tavola di Sant'Orsola riporta nella parte inferiore la raffigurazione delle tre figlie del committente Bartolomeo Gozzi. La santa è raffigurata nell'atto di stendere il manto e la sua mano a protezione delle tre giovani oranti.
I santi sono raffiguranti con i relativi attributi. L'ordine superiore ospita le tavole raffiguranti san Bartolomeo con il libro delle scritture e il coltello, san Giovanni Battista negli abiti da eremita, centrale l'immagine di Cristo benedicente, e a destra i santi protettori della famiglia Gozzi Pietro con le chiavi e Giacomo maggiore con il bastone del cammino.
L'ordine inferiore ospita le tavole raffiguranti a sinistra santa Lucia che regge lo stiletto strumento del suo martirio, e Elisabetta madre di Giovanni Battista, centrale la Madonna col Bambino e a destra le sante Caterina d'Alessandria con la ruota simbolo del suo martirio e Orsola con la freccia nell'atto di proteggere le tre fanciulle raffigurate ai suoi piedi, figlie del committente Bartolomeo Gozzi.
La diversità delle tavole nella loro esecuzione farebbero supporre che forse solo la tavola centrale raffigurante la Madonna sia davvero opera del Previtali, che fosse conservata come dipinto devozionale in proprietà privata, e che altre tavole furono aggiunte solo successivamente come da lascito testamentario di Giovanni Gozzi.